# NGC 7751
NGC 7751 је спирална галаксија у сазвежђу Рибе која се налази на NGC листи објеката дубоког неба.
Деклинација објекта је + 6° 51' 43" а ректасцензија 23h 46m 58,4s. Привидна величина (магнитуда) објекта NGC 7751 износи 13,1 а фотографска магнитуда 13,9. NGC 7751 је још познат и под ознакама UGC 12778, MCG 1-60-35, CGCG 407-57, IRAS 23444+0635, PGC 72381.